# Phractura fasciata
Phractura fasciata är en fiskart som beskrevs av George Albert Boulenger 1920. Phractura fasciata ingår i släktet Phractura och familjen Amphiliidae. IUCN kategoriserar arten globalt som otillräckligt studerad. Inga underarter finns listade i Catalogue of Life.